# Lista de programas originais distribuídos pela Amazon
Em 2013, a Amazon.com começou a distribuir programas de televisão originais através de seu serviço Amazon Prime Video, alguns dos quais são desenvolvidos internamente pela Amazon Studios.

## Séries originais

### Drama
| Título original                                | Título no Brasil    | Título em Portugal | Gênero                         | Estreia                                                       | Temporadas/episódios       | Status                                                                                      |
| ---------------------------------------------- | ------------------- | ------------------ | ------------------------------ | ------------------------------------------------------------- | -------------------------- | ------------------------------------------------------------------------------------------- |
| Bosch                                          |                     |                    | Ficção de detetive             | 13 de Fevereiro de 2015 (EUA) 14 de Dezembro de 2016 (Brasil) | 7 temporadas, 68 episódios | Finalizada                                                                                  |
| Sneaky Pete                                    |                     |                    | Drama de crime                 | 7 de Agosto de 2015 (EUA) 13 de Janeiro de 2017 (Brasil)      | 3 temporadas, 30 episódios | Finalizada                                                                                  |
| Hand of God                                    |                     |                    | Terror psicológico             | 4 de Setembro de 2015 (EUA) 14 de Dezembro de 2016 (Brasil)   | 2 temporadas, 20 episódios | Finalizada                                                                                  |
| Patriot                                        |                     |                    | Drama Policial                 | 5 de Novembro de 2015 (EUA) 24 de Fevereiro de 2017 (Brasil)  | 2 temporadas, 18 episódios | Finalizada                                                                                  |
| Z: The Beginning of Everything                 | Z: O Começo de Tudo |                    | Drama do período histórico     | 5 de Novembro de 2015 (EUA) 27 de Janeiro de 2017 (Brasil)    | 1 temporada, 10 episódios  | Finalizada                                                                                  |
| Good Girls Revolt                              |                     |                    | Drama do período histórico     | 28 de Outubro de 2016 (EUA)                                   | 1 temporada, 10 episódios  | Finalizada                                                                                  |
| The Man in the High Castle                     |                     |                    | História alternativa           | 20 de Novembro de 2015 (EUA) 14 de Dezembro de 2016 (Brasil)  | 4 temporadas, 40 episódios | Finalizada                                                                                  |
| Mad Dogs (indisponível no catálogo brasileiro) |                     |                    | Drama                          | 22 de Janeiro de 2016 (EUA)                                   | 1 temporada, 10 episódios  | Finalizada                                                                                  |
| O Último Magnata                               |                     |                    | Drama                          | 28 de Julho de 2017                                           | 1 temporada, 9 episódios   | Finalizada                                                                                  |
| Goliath                                        |                     |                    | Drama de tribunal              | 14 de Outubro de 2016 (EUA) 17 de Fevereiro de 2017 (Brasil)  | 4 temporada, 32 episódios  | Finalizada                                                                                  |
| Lore                                           |                     |                    | Antologia de terror            | 13 de Outubro de 2017                                         | 2 temporadas, 6 episódios  | Finalizada                                                                                  |
| Jack Ryan                                      |                     |                    | Thriller político              | 31 de Agosto de 2018                                          | 2 temporadas, 16 episódios | Terceira temporada confirmada para dezembro de 2022 e renovada para mais a quarta e última. |
| Os Romanoffs                                   |                     |                    | Antologia                      | 12 de Outubro de 2018                                         | 1 temporada, 8 episódios   | Finalizada                                                                                  |
| Homecoming                                     |                     |                    | Thriller psicológico           | 2 de Novembro de 2018                                         | 2 temporadas, 17 episódios | Finalizada                                                                                  |
| Hanna                                          |                     |                    | Ação, Drama                    | 3 de Fevereiro de 2019                                        | 3 temporadas, 29 episódios | Finalizada                                                                                  |
| Muito Velho para Morrer Jovem                  |                     |                    | Drama                          | 14 de Junho de 2019                                           | 1 temporada, 10 episódios  | Finalizada                                                                                  |
| The Boys                                       |                     |                    | Drama de super-heróis          | 26 de Julho de 2019                                           | 3 temporadas, 24 episódios | Renovada                                                                                    |
| Carnival Row                                   |                     |                    | Fantasia                       | 30 de Agosto de 2019                                          | 1 temporada, 8 episódios   | Renovada                                                                                    |
| Hunters                                        |                     |                    | Drama                          | 21 de Fevereiro de 2020                                       | 1 temporada, 10 episódios  | Renovada                                                                                    |
| Contos do Loop                                 |                     |                    | Ficção científica              | 3 de Abril de 2020                                            | 1 temporada, 8 episódios   | Indefinido                                                                                  |
| Utopia                                         |                     |                    | Drama                          | 25 de Setembro de 2020                                        | 1 temporada, 8 episódios   | Finalizada                                                                                  |
| The Wilds: Vidas Selvagens                     |                     |                    | Drama                          | 11 de Dezembro de 2020                                        | 2 temporadas, 18 episódios | Finalizada                                                                                  |
| Them                                           |                     |                    | Antologia de terror            | 9 de Abril de 2021                                            | 1 temporada, 10 episódios  | Renovada                                                                                    |
| The Underground Railroad                       |                     |                    | Drama                          | 14 de Maio de 2021                                            | 10 episódios               | Minisérie                                                                                   |
| Solos                                          |                     |                    | Antologia de ficção científica | 21 de Maio de 2021                                            | 1 temporada, 7 episódios   | Finalizada                                                                                  |
| Panic                                          |                     |                    | Drama                          | 28 de Maio de 2021                                            | 1 temporada, 10 episódios  | Finalizada                                                                                  |
| Eu sei o que vocês fizeram no verão passado    |                     |                    | Terror                         | 15 de Outubro de 2021                                         | 1 temporada, 8 episódios   | Finalizada                                                                                  |
| A Roda do Tempo                                |                     |                    | Fantasia                       | 19 de Novembro de 2021                                        | 1 temporada, 8 episódios   | Renovada até a 3ª temporada                                                                 |
| Reacher                                        |                     |                    | Drama                          | 4 de Fevereiro de 2022                                        | 1 temporada, 8 episódios   | Renovada                                                                                    |
| Além da Margem                                 |                     |                    | Suspense                       | 15 de Abril de 2022                                           | 1 temporada, 8 episódios   | Renovada                                                                                    |
| Night Sky                                      |                     |                    | Ficção científica              | 20 de Maio de 2022                                            | 1 temporada, 8 episódios   | Finalizada                                                                                  |
| O verão que mudou minha vida                   |                     |                    | Drama romântico                | 17 de Junho de 2022                                           | 1 temporada, 7 episódios   | Renovada                                                                                    |
| A Lista Terminal                               |                     |                    | Thriller                       | 1º de Julho de 2022                                           | 1 temporada, 8 episódios   | Pendente                                                                                    |
| Paper Girls                                    |                     |                    | Ficção científica              | 29 de Julho de 2022                                           | 1 temporada, 8 episódios   | Finalizada                                                                                  |
| O Senhor dos Anéis: Os Anéis de Poder          |                     |                    | Ação, Aventura, Fantasia       | 1º de Setembro de 2022                                        | 1 temporada, 8 episódios   | Renovada                                                                                    |
| Jungle                                         |                     |                    | Musical drama                  | 30 de Setembro de 2022                                        | 1 temporada, 6 episódios   | Pendente                                                                                    |
| Periféricos                                    |                     |                    | Ficção científica              | 21 de Outubro de 2022                                         | 1 temporada, 8 episódios   | Em exibição                                                                                 |
| A Hora do Diabo                                |                     |                    | Thriller                       | 28 de Outubro de 2022                                         | 1 temporada, 6 episódios   | Pendente                                                                                    |
| Three Pines                                    |                     |                    |                                | 2 de Dezembro de 2022                                         | 1 temporada, 8 episódios   | Finalizada                                                                                  |
| The Rig                                        |                     |                    |                                | 6 de Janeiro de 2023                                          | 1 temporada, 6 episódios   | Renovada                                                                                    |
| The Consultant                                 |                     |                    |                                | 24 de Fevereir                                                | 1 temporada, 8 episódios   | Pendente                                                                                    |
| Daisy Jones & The Six                          |                     |                    |                                | 3 de Março de 2023                                            | 10 episódios               | Minissérie                                                                                  |
| Swarm                                          |                     |                    |                                | 17 de Março de 2023                                           | 1 temporada, 7 episódios   | Pendente                                                                                    |
| The Power                                      |                     |                    |                                | 31 de Março de 2023                                           | 1 temporada, 9 episódios   | Primeira temporada em andamento                                                             |
| Dead Ringers                                   |                     |                    |                                | 21 de Abril de 2023                                           | 6 episódios                | Minissérie                                                                                  |
| Citadel                                        |                     |                    |                                | 28 de Abril de 2023                                           | 1 temporada, 6 episódios   | Renovada                                                                                    |
| Aguardando lançamento                          |                     |                    |                                |                                                               |                            |                                                                                             |
| The Horror of Dolores Roach                    | Horror              |                    |                                | 7 de Julho de 2023                                            | 1 temporada, 8 episódios   | Pendente                                                                                    |

### Comédia
| Título original                             | Título no Brasil | Título em Portugal | Gênero                               | Estreia                                                      | Temporadas                 | Status                                               |
| ------------------------------------------- | ---------------- | ------------------ | ------------------------------------ | ------------------------------------------------------------ | -------------------------- | ---------------------------------------------------- |
| Betas                                       |                  |                    | Comédia                              | 19 de Abril de 2013                                          | 1 temporada, 11 episódios  | Finalizada                                           |
| Alpha House                                 |                  |                    | Sátira policial                      | 19 de Abril de 2013                                          | 2 temporadas, 21 episódios | Finalizada                                           |
| Annedroids                                  |                  |                    |                                      | 19 de Abril de 2013                                          | 4 temporadas, 52 episódios | Finalizada                                           |
| Gortimer Gibbon's Life on Normal Street     |                  |                    |                                      | 19 de Abril de 2013                                          | 2 temporadas, 39 episódios | Finalizada                                           |
| Red Oaks                                    |                  |                    |                                      | 28 de Agosto de 2014                                         | 3 temporadas, 26 episódios | Finalizada                                           |
| Transparent                                 |                  |                    | Comédia dramática                    | 26 de Setembro de 2014 (EUA) 14 de Dezembro de 2016 (Brasil) | 4 temporadas, 40 episódios | Renovada                                             |
| Mozart in the Jungle                        |                  |                    | Comédia dramática                    | 23 de Dezembro de 2014                                       | 4 temporadas, 40 episódios | Finalizada                                           |
| Just Add Magic                              |                  |                    |                                      | 15 de Janeiro de 2015                                        | 3 temporadas, 51 episódios | Finalizada                                           |
| The Kicks                                   |                  |                    |                                      | 16 de junho de 2015                                          | 1 temporada, 10 episódios  | Finalizada                                           |
| One Mississippi                             |                  |                    | Comédia dramática                    | 5 de Novembro de 2015                                        | 2 temporadas, 12 episódios | Finalizada                                           |
| Sigmund and the Sea Monsters                |                  |                    |                                      | 17 de Junho de 2016                                          | 1 temporada, 7 episódios   | Finalizada                                           |
| The Tick                                    |                  |                    |                                      | 18 de Agosto de 2016                                         | 2 temporadas, 22 episódios | Finalidada                                           |
| I Love Dick                                 |                  |                    | Comédia dramática                    | 19 de Agosto de 2016                                         | 1 temporada, 8 episódios   | Finalidada                                           |
| Jean-Claude Van Johnson                     |                  |                    |                                      | 19 de Agosto de 2016                                         | 1 temporada, 6 episódios   | Finalizada                                           |
| Crisis in Six Scenes                        |                  |                    | Comédia                              | 30 de Setembro de 2016                                       | 1 temporada, 6 episódios   | Finalizada                                           |
| Comrade Detective                           |                  |                    | Comédia dramática                    | 4 de Agosto de 2017                                          | 1 temporada, 6 episódios   | Pendente                                             |
| The Marvelous Mrs. Maisel                   |                  |                    | Comédia dramática                    | 29 de Novembro de 2017                                       | 5 temporada, 43 episódios  | Renovada                                             |
| The Dangerous Book for Boys                 |                  |                    | Comédia dramática                    | 30 de Março de 2018                                          | 1 temporada, 6 episódios   | Pendente                                             |
| Forever                                     |                  |                    |                                      | 14 de Setembro de 2018                                       | 1 temporada, 8 episódios   | Finalizada                                           |
| Modern Love                                 |                  |                    |                                      | 18 de Outubro de 2019                                        | 2 temporadas, 16 episódios | Finalizada                                           |
| Just Add Magic: Mystery City                |                  |                    |                                      | 16 de Janeiro de 2020                                        | 1 temporada, 10 episódios  | Finalizada                                           |
| Upload                                      |                  |                    | Comédia dramática, ficção científica | 1 de Maio de 2020                                            | 2 temporada, 17 episódios  | Renovada                                             |
| Gary Busey: Pet Judge                       |                  |                    |                                      | 25 de Maio de 2020                                           | 1 temporada, 6 episódios   | Finalizada                                           |
| Truth Seekers                               |                  |                    |                                      | 30 de Outubro de 2020                                        | 1 temporada, 8 episódios   | Finalizada                                           |
| Borat's American Lockdown & Debunking Borat |                  |                    |                                      | 24 de Maio de 2021                                           | 7 episódios                | Minissérie                                           |
| The Moth Effect                             |                  |                    |                                      | 30 de Julho de 2021                                          | 1 temporada, 6 episódios   | Finalizada                                           |
| Back to the Rafters                         |                  |                    |                                      | 17 de Setembro de 2021                                       | 1 temporada, 6 episódios   | Finalizada                                           |
| Harlem                                      |                  |                    |                                      | 3 de Dezembro de 2021                                        | 2 temporadas, 18 episódios | Pendente                                             |
| With Love                                   |                  |                    |                                      | 17 de Dezembro de 2021                                       | 1 temporada, 5 episódios   | Segunda temporada deve estrear em 2 de Junho de 2023 |
| As We See It                                |                  |                    |                                      | 21 de Janeiro de 2022                                        | 1 temporada, 8 episódios   | Finalizada                                           |
| The Lake                                    |                  |                    |                                      | 17 de Junho de 2022                                          | 1 temporada, 8 episódios   | Renovada                                             |
| A League of Their Own                       |                  |                    |                                      | 12 de Agosto de 2022                                         | 1 temporada, 8 episódios   | Renovada para a última temporada                     |
| Mammals                                     |                  |                    |                                      | 11 de Novembro de 2022                                       | 1 temporada, 6 episódios   | Pendente                                             |
| Class of '07                                |                  |                    |                                      | 17 de Março de 2023                                          | 1 temporada, 8 episódios   | Pendente                                             |

### Reality Show
| Título              | Gênero                    | Estreia               | Temporadas/episódios      | Estado   |
| ------------------- | ------------------------- | --------------------- | ------------------------- | -------- |
| Soltos em Floripa   | Reality de celebridades   | 20 de março de 2020   | 1 temporada, 16 episódios | Pendente |
| Game dos Clones     | Reality de Relacionamento | 21 de Outubro de 2020 | 1 temporada, 10 episódios | Pendente |
| Lol: Se Rir, Já Era | Reality de Comédia        |                       | 1 temporada, 06 episódios |          |

### Animação

#### Animação adulta
| Título original               | Título no Brasil | Título em Portugal | Gênero            | Estreia                | Temporadas                 | Status     |
| ----------------------------- | ---------------- | ------------------ | ----------------- | ---------------------- | -------------------------- | ---------- |
| Undone                        |                  |                    |                   | 13 de Setembro de 2019 | 2 temporadas, 16 episódios | Pendente   |
| Invincible                    | Invencível       |                    | Super-herói Drama | 25 de Março de 2021    | 1 temporada, 08 episódios  | Pendente   |
| Fairfax                       |                  |                    |                   | 29 de Outubro de 2021  | 2 temporadas, 16 episódios | Pendente   |
| The Legend of Vox Machina     |                  |                    |                   | 28 de Janeiro de 2022  | 2 temporadas, 24 episódios | Renovada   |
| The Boys Presents: Diabolical |                  |                    |                   | 4 de Março de 2022     | 1 temporada, 8 episódios   | Finalizada |

#### Anime
| Título original           | Título no Brasil | Título em Portugal | Gênero            | Estreia          | Temporadas             | Status |
| ------------------------- | ---------------- | ------------------ | ----------------- | ---------------- | ---------------------- | ------ |
| Crayon Shin-chan Spin-off |                  |                    | Comedy            | August 3, 2016   | 4 seasons, 52 episodes | Ended  |
| Blade of the Immortal     |                  |                    | Historical action | October 10, 2019 | 1 season, 24 episodes  | Ended  |

#### Crianças & Família
| Título original                        | Título no Brasil | Título em Portugal | Gênero                          | Estreia            | Temporadas              | Status  |
| -------------------------------------- | ---------------- | ------------------ | ------------------------------- | ------------------ | ----------------------- | ------- |
| Creative Galaxy                        |                  |                    | Preschool science fiction       | October 2, 2013    | 3 seasons, 36 episodes  | Ended   |
| Tumble Leaf                            |                  |                    | Preschool adventure             | May 23, 2014       | 4 seasons, 52 episodes  | Ended   |
| Wishenpoof!                            |                  |                    | Fantasy                         | February 5, 2014   | 2 seasons, 39 episodes  | Ended   |
| The Stinky & Dirty Show                |                  |                    | Preschool                       | January 15, 2015   | 2 seasons, 39 episodes  | Ended   |
| Danger & Eggs                          |                  |                    | Adventure comedy                | November 5, 2015   | 1 season, 13 episodes   | Ended   |
| Niko and the Sword of Light            |                  |                    | Action fantasy                  | July 20, 2017      | 2 seasons, 23 episodes  | Ended   |
| Lost In Oz                             |                  |                    | Fantasy                         | June 26, 2015      | 1 season, 26 episodes   | Ended   |
| If You Give a Mouse a Cookie           |                  |                    | Preschool adventure             | November 5, 2015   | 2 seasons, 53 episodes  | Ended   |
| Little Big Awesome                     |                  |                    | Adventure                       | June 17, 2016      | 1 season, 13 episodes   | Ended   |
| Selfie With Bajrangi                   |                  |                    | Action comedy                   | April 16, 2018     | 2 seasons, 104 episodes | Ended   |
| Inspector Chingum                      |                  |                    | Action comedy                   | May 4, 2018        | 2 seasons, 54 episodes  | Ended   |
| The Adventures of Rocky and Bullwinkle |                  |                    | Action-adventure comedy         | May 11, 2018       | 1 season, 26 episodes   | Ended   |
| Pete the Cat                           |                  |                    | Musical comedy                  | September 21, 2018 | 2 seasons, 41 episodes  | Ended   |
| Kung Fu Panda: The Paws of Destiny     |                  |                    | Action comedy                   | November 16, 2018  | 1 season, 26 episodes   | Ended   |
| Costume Quest                          |                  |                    | Fantasy comedy                  | March 8, 2019      | 1 season, 14 episodes   | Ended   |
| The Bug Diaries                        |                  |                    | Preschool series                | April 12, 2019     | 1 season, 12 episodes   | Ended   |
| Jessy and Nessy                        |                  |                    | Preschool animation/live-action | March 13, 2020     | 1 season, 20 episodes   | Ended   |
| Do, Re & Mi                            |                  |                    | Musical comedy                  | September 17, 2021 | 1 season, 26 episodes   | Pending |

### Idiomas diferentes do inglês

#### Francês
| Título original     | Título no Brasil   | Título em Portugal | Gênero            | Estreia                 | Temporadas               | Status     |
| ------------------- | ------------------ | ------------------ | ----------------- | ----------------------- | ------------------------ | ---------- |
| Mixte               | Instituto Voltaire |                    | Drama histórico   | 14 de Junho de 2021     | 1 temporada, 8 episódios | Finalizada |
| Totems              |                    |                    | Drama histórico   | 18 de Fevereiro de 2022 | 1 temporada, 8 episódios | Finalizada |
| Miskina, Poor Thing |                    |                    | Comédia           | 29 de Setembro de 2022  | 1 temporada, 8 episódios | Pendente   |
| Greek Salad         |                    |                    | Comédia dramática | 14 de Abril de 2023     | 8 episódios              | Minissérie |

#### Alemão
| Título original                 | Título no Brasil | Título em Portugal | Gênero         | Estreia                 | Temporadas                 | Status     |
| ------------------------------- | ---------------- | ------------------ | -------------- | ----------------------- | -------------------------- | ---------- |
| You Are Wanted                  |                  |                    | Thriller       | 12 de Março de 2017     | 2 temporadas, 12 episódios | Finalizada |
| Beat                            |                  |                    | Crime thriller | 9 de Novembro de 2018   | 1 temporada, 7 episódios   | Finalizada |
| Bibi & Tina                     |                  |                    | Sitcom         | 3 de Abril de 2020      | 1 temporada, 10 episódios  | Finalizada |
| We Children from Bahnhof Zoo    |                  |                    | Drama          | 19 de Fevereiro de 2021 | 8 episódios                | Minissérie |
| Love Addicts                    |                  |                    | Comédia        | 29 de Novembro de 2022  | 1 temporada, 8 episódios   | Pendente   |
| The Pimp – No F***ing Fairytale |                  |                    | Drama          | 3 de Março de 2023      | 1 temporada, 8 episódios   | Pendente   |

#### Hindi
| Title                                  | Genre                       | Premiere           | Seasons                | Status           |
| -------------------------------------- | --------------------------- | ------------------ | ---------------------- | ---------------- |
| Inside Edge                            | Sports drama                | July 10, 2017      | 3 seasons, 30 episodes | Ended            |
| Laakhon Mein Ek                        | Drama                       | October 13, 2017   | 2 seasons, 14 episodes | Ended            |
| Pushpavalli                            | Comedy drama                | December 15, 2017  | 2 seasons, 16 episodes | Ended            |
| Shaitaan Haveli                        | Horror comedy               | January 5, 2018    | 1 season, 8 episodes   | Ended            |
| Breathe                                | Thriller                    | January 26, 2018   | 1 season, 8 episodes   | Ended            |
| Chacha Vidhayak Hain Humare            | Comedy                      | May 18, 2018       | 2 seasons, 16 episodes | Ended            |
| Mirzapur                               | Crime thriller              | November 16, 2018  | 2 seasons, 19 episodes | Renewed          |
| Four More Shots Please!                | Romantic comedy drama       | January 25, 2019   | 3 seasons, 30 episodes | Pending          |
| Made in Heaven                         | Drama                       | March 7, 2019      | 1 season, 9 episodes   | Renewed          |
| Mind the Malhotras                     | Sitcom                      | June 7, 2019       | 1 season, 9 episodes   | Ended            |
| The Family Man                         | Espionage                   | September 20, 2019 | 2 seasons, 19 episodes | Ended            |
| Hostel Daze                            | Comedy drama                | December 13, 2019  | 2 seasons, 9 episodes  | Ended            |
| The Forgotten Army                     | War drama                   | January 24, 2020   | 5 episodes             | Miniseries       |
| Afsos                                  | Comedy drama                | February 6, 2020   | 1 season, 8 episodes   | Ended            |
| Panchayat                              | Comedy drama                | April 3, 2020      | 1 season, 8 episodes   | Ended            |
| Paatal Lok                             | Crime thriller              | May 15, 2020       | 1 season, 9 episodes   | Renewed          |
| Rasbhari                               | Comedy drama                | June 25, 2020      | 1 season, 8 episodes   | Ended            |
| Breathe: Into the Shadows              | Thriller                    | July 10, 2020      | 2 seasons, 20 episodes | Pending          |
| Bandish Bandits                        | Musical                     | August 4, 2020     | 1 season, 10 episodes  | Ended            |
| Sons of the Soil: Jaipur Pink Panthers | Sports docuseries           | December 4, 2020   | 1 season, 5 episodes   | Ended            |
| Tandav                                 | Political thriller          | January 15, 2021   | 1 season, 9 episodes   | Ended            |
| The Last Hour                          | Crime thriller              | May 14, 2021       | 1 season, 8 episodes   | Ended            |
| Mumbai Diaries 26/11                   | Thriller                    | September 9, 2021  | 1 season, 8 episodes   | Ended            |
| Akkad Bakkad Rafu Chakkar              | Crime drama                 | November 3, 2021   | 1 season, 10 episodes  | Ended            |
| Bestseller                             | Thriller                    | February 18, 2022  | 8 episodes             | Miniseries       |
| Guilty Minds                           | Legal drama                 | April 22, 2022     | 1 season, 10 episodes  | Pending          |
| Crash Course                           | Sports teen drama           | August 4, 2022     | 1 season, 10 episodes  | Pending          |
| Hush Hush                              | Drama                       | September 22, 2022 | 1 season, 7 episodes   | Pending          |
| Farzi                                  | Black comedy crime thriller | February 10, 2023  | 1 season, 8 episodes   | Pending          |
| Jubilee                                | Period drama                | April 7, 2023      | 1 season, 10 episodes  | Season 1 ongoing |

#### Italiano
| Título original | Título no Brasil | Título em Portugal | Gênero       | Estreia                | Temporadas                | Status                   |
| --------------- | ---------------- | ------------------ | ------------ | ---------------------- | ------------------------- | ------------------------ |
| Vita da Carlo   |                  |                    | Comédia      | 5 de Novembro de 2021  | 1 temporada, 10 episódios | Mudou-se para Paramount+ |
| Bang Bang Baby  |                  |                    | Crime drama  | 28 de Abril de 2022    | 1 temporada, 10 episódios | Pendente                 |
| Prisma          |                  |                    | Teen drama   | 21 de Setembro de 2022 | 1 temporada, 8 episódios  | Pendente                 |
| The Bad Guy     |                  |                    | Crime comedy | 8 de Dezembro de 2022  | 1 temporada, 6 episódios  | Pendente                 |

#### Japonês
| Title                             | Genre                     | Premiere           | Seasons                | Status  |
| --------------------------------- | ------------------------- | ------------------ | ---------------------- | ------- |
| Amazon Riders                     | Superhero action thriller | April 1, 2016      | 2 seasons, 26 episodes | Ended   |
| Happy Marriage!?                  | Romance drama             | June 22, 2016      | 1 season, 12 episodes  | Ended   |
| Businessmen vs. Aliens            | Science fiction comedy    | September 8, 2016  | 1 season, 10 episodes  | Ended   |
| Fukuyadou Honpo: Kyoto Love Story | Romance drama             | October 19, 2016   | 1 season, 12 episodes  | Ended   |
| Tokyo Girl                        | Drama                     | December 16, 2016  | 1 season, 11 episodes  | Ended   |
| Ultraman Orb: The Origin Saga     | Superhero action drama    | December 26, 2016  | 1 season, 12 episodes  | Ended   |
| Tokyo Vampire Hotel               | Horror drama              | June 16, 2017      | 1 season, 9 episodes   | Ended   |
| Tokyo Alice                       | Comedy drama              | August 25, 2017    | 1 season, 12 episodes  | Ended   |
| Final Life                        | Mystery drama             | September 8, 2017  | 1 season, 12 episodes  | Ended   |
| Peep Time                         | Sitcom                    | September 18, 2020 | 1 season, 8 episodes   | Ended   |
| No Activity                       | Detective comedy          | December 17, 2021  | 1 season, 6 episodes   | Ended   |
| My Love from the Stars            | Romance drama             | February 23, 2022  | 1 season, 10 episodes  | Ended   |
| Game of Spy                       | Spy thriller              | June 24, 2022      | 1 season, 10 episodes  | Pending |
| More Than Words                   | Drama                     | September 16, 2022 | 1 season, 10 episodes  | Pending |
| Map for the Wedding               | Drama                     | October 7, 2022    | 1 season, 10 episodes  | Pending |
| Modern Love Tokyo                 | Romantic comedy anthology | October 21, 2022   | 1 season, 7 episodes   | Pending |
| Kamen Rider Black Sun             | Superhero action          | October 28, 2022   | 1 season, 10 episodes  | Pending |
| A2Z                               | Romance drama             | February 3, 2023   | 1 season, 10 episodes  | Pending |
| Angel Flight                      | Drama                     | March 17, 2023     | 1 season, 6 episodes   | Pending |

#### Português
| Título original    | Título no Brasil   | Título em Portugal | Gênero            | Estreia                 | Temporadas                 | Status     |
| ------------------ | ------------------ | ------------------ | ----------------- | ----------------------- | -------------------------- | ---------- |
| 5x Comédia         | 5x Comédia         |                    | Comédia           | 26 de Março de 2021     | 1 temporada, 5 episódios   | Finalizada |
| Dom                | Dom                |                    | Crime drama       | 4 de Junho de 2021      | 2 temporadas, 16 episódios | Finalizada |
| Manhãs de Setembro | Manhãs de Setembro |                    | Drama             | 25 de Junho de 2021     | 2 temporadas, 11 episódios | Pendente   |
| Desjuntados        | Desjuntados        |                    | Comédia           | 1⁰ de Outubro de 2021   | 1 temporada, 8 episódios   | Finalizada |
| Lov3               | Lov3               |                    | Comédia romântica | 18 de Fevereiro de 2022 | 1 temporada, 6 episódios   | Finalizada |
| Sentença           | Sentença           |                    | Crime drama       | 15 de Abril de 2022     | 1 temporada, 6 episódios   | Pendente   |
| Eleita             | Eleita             |                    | Comédia           | 7 de Outubro de 2022    | 1 temporada, 7 episódios   | Pendente   |

#### Espanhol
| Title                            | Genre                | Premiere           | Seasons                | Status     |
| -------------------------------- | -------------------- | ------------------ | ---------------------- | ---------- |
| Diablo Guardián                  | Action drama         | May 4, 2018        | 2 seasons, 18 episodes | Ended      |
| An Unknown Enemy                 | Political thriller   | October 2, 2018    | 2 seasons, 14 episodes | Pending    |
| Pequeñas coincidencias           | Romantic comedy      | December 7, 2018   | 3 seasons, 30 episodes | Ended      |
| El presidente                    | Sports drama         | June 5, 2020       | 1 season, 8 episodes   | Ended      |
| How to Survive Being Single      | Comedy               | June 26, 2020      | 2 seasons, 18 episodes | Renewed    |
| es                               | Mystery thriller     | July 10, 2020      | 2 seasons, 16 episodes | Renewed    |
| El candidato                     | Crime drama          | July 17, 2020      | 1 season, 10 episodes  | Ended      |
| Súbete a mi moto                 | Drama                | October 9, 2020    | 1 season, 15 episodes  | Ended      |
| The Legend of El Cid             | Historical drama     | December 18, 2020  | 2 seasons, 10 episodes | Ended      |
| es                               | Adventure            | January 22, 2021   | 1 season, 8 episodes   | Ended      |
| The Boarding School: Las Cumbres | Thriller drama       | February 19, 2021  | 3 seasons, 24 episodes | Ended      |
| The Vineyard                     | Historical romance   | March 26, 2021     | 1 season, 10 episodes  | Ended      |
| S.O.Z.: Soldiers or Zombies      | Horror               | August 6, 2021     | 1 season, 8 episodes   | Ended      |
| Maradona: Blessed Dream          | Biopic drama         | October 29, 2021   | 1 season, 10 episodes  | Renewed    |
| Porn and Ice Cream               | Comedy               | March 10, 2022     | 1 season, 8 episodes   | Pending    |
| Yosi, the Regretful Spy          | Thriller             | April 28, 2022     | 1 season, 8 episodes   | Pending    |
| Boundless                        | Historical drama     | June 10, 2022      | 1 season, 6 episodes   | Pending    |
| Supernova                        | Comedy drama         | July 7, 2022       | 4 episodes             | Miniseries |
| News of a Kidnapping             | Drama                | August 11, 2022    | 6 episodes             | Miniseries |
| A Private Affair                 | Thriller comedy      | September 16, 2022 | 1 season, 8 episodes   | Pending    |
| Filthy Envy                      | Comedy drama         | October 7, 2022    | 6 episodes             | Pending    |
| El presidente: Corruption Game   | Sports drama         | November 4, 2022   | 1 season, 8 episodes   | Pending    |
| The End of Love                  | Comedy drama         | November 4, 2022   | 1 season, 10 episodes  | Pending    |
| Out Loud                         | Comedy drama         | November 11, 2022  | 1 season, 10 episodes  | Pending    |
| The Head of Joaquín Murrieta     | Western              | February 17, 2023  | 1 season, 8 episodes   | Pending    |
| Melody                           | Musical comedy drama | February 21, 2023  | 1 season, 13 episodes  | Pending    |
| No Traces                        | Comedy thriller      | March 17, 2023     | 1 season, 8 episodes   | Pending    |

#### Tâmil
| Title                           | Genre            | Premiere         | Seasons               | Status  |
| ------------------------------- | ---------------- | ---------------- | --------------------- | ------- |
| Vella Raja                      | Crime drama      | December 2, 2018 | 1 season, 10 episodes | Ended   |
| Breathe                         | Crime drama      | January 28, 2018 | 1 season, 8 episodes  | Ended   |
| Putham Pudhu Kaalai Vidiyaadhaa | Anthology series | January 14, 2022 | 1 season, 4 episodes  | Ended   |
| Suzhal: The Vortex              | Thriller         | June 17, 2022    | 1 season, 8 episodes  | Pending |
| Vadhandhi: The Fable of Velonie | Crime thriller   | December 2, 2022 | 1 season, 8 episodes  | Pending |
| Engga Hostel                    | Comedy drama     | January 27, 2023 | 1 season, 5 episodes  | Pending |

#### Outros
| Título original       | Título no Brasil | Título em Portugal | Gênero                    | Estreia           | Temporadas            | Idioma  | Status  |
| --------------------- | ---------------- | ------------------ | ------------------------- | ----------------- | --------------------- | ------- | ------- |
| The Idolmaster KR     |                  |                    | Musical drama             | April 28, 2017    | 1 season, 24 episodes | Korean  | Ended   |
| Gangstars             |                  |                    | Crime drama               | June 1, 2018      | 1 season, 12 episodes | Telugu  | Ended   |
| Modern Love Hyderabad |                  |                    | Anthology                 | July 8, 2022      | 1 season, 6 episodes  | Telugu  | Pending |
| Toppen                |                  |                    | Political satire          | December 2, 2022  | 1 season, 6 episodes  | Swedish | Pending |
| Modern Love Amsterdam |                  |                    | Romantic comedy anthology | December 16, 2022 | 1 season, 6 episodes  | Dutch   | Pending |

### Séries documentais
| Título                           | Gênero             | Estreia               | Temporadas/episódios | Estado   |
| -------------------------------- | ------------------ | --------------------- | -------------------- | -------- |
| Tudo ou Nada: Seleção Brasileira | Documental/Futebol | 31 de Janeiro de 2020 | TBA                  | Pendente |

### Co-produções
| Título                          | Parceiro                                                     | Gênero                     | Estreia                | Temporadas/episódios       | Estado     |
| ------------------------------- | ------------------------------------------------------------ | -------------------------- | ---------------------- | -------------------------- | ---------- |
| Ripper Street (3-5 temporadas)  | BBC                                                          | Drama                      | 14 de Novembro de 2014 | 3 temporadas, 21 episódios | Finalizada |
| The Collection                  | BBC                                                          | Drama do período histórico | 2 de Setembro de 2016  | 1 temporada, 8 episódios   | Finalizada |
| Britannia                       | Sky                                                          | Drama do período histórico | 18 de Janeiro de 2018  | 1 temporada, 9 episódios   | Renovada   |
| Clifford The Big Red Dog (2019) | PBS Kids Discovery Kids E-Junior LTV RTP Canal Panda Featura | Animação                   | 7 de dizembro de 2019  | 1 temporada 26 episódio    | Pending    |
| A Infância de Romeu e Julieta   | Sistema Brasileiro de Televisão                              | Telenovela                 |                        |                            | Pendente   |

## Programação original regional

### Drama
| Título original               | Título no Brasil | Título em Portugal | Gênero                 | Data de lançamento | Temporadas             | Região Exclusiva                                        | Idioma                                      | Status  |
| ----------------------------- | ---------------- | ------------------ | ---------------------- | ------------------ | ---------------------- | ------------------------------------------------------- | ------------------------------------------- | ------- |
| Face: Cyber Hanzai Tokusouhan |                  |                    | Mystery drama          | July 11, 2017      | 1 season, 10 episodes  | Japan                                                   | Japanese                                    | Ended   |
| Chase                         |                  |                    | Mystery drama          | December 22, 2017  | 2 seasons, 12 episodes | Japan                                                   | Japanese                                    | Ended   |
| Shiro to Kiiro                |                  |                    | Romance drama          | February 28, 2018  | 1 season, 25 episodes  | Japan                                                   | Japanese                                    | Ended   |
| Deutschland 86                |                  |                    | Thriller               | October 19, 2018   | 1 season, 10 episodes  | Germany                                                 | German                                      | Ended   |
| Alex Rider                    |                  |                    | Spy thriller           | June 4, 2020       | 2 seasons, 16 episodes | All territories except United Kingdom and United States | English                                     | Renewed |
| Tell Me Your Secrets          |                  |                    | Thriller drama         | February 19, 2021  | 1 season, 10 episodes  | United States, Canada, Australia, and New Zealand       | English                                     | Ended   |
| One Good Day                  |                  |                    | Action                 | November 17, 2022  | 1 season, 6 episodes   | Southeast Asia, Hong Kong, and Taiwan                   | Filipino                                    | Pending |
| German Crime Story            |                  |                    | Crime drama            | January 13, 2023   | 1 season, 6 episodes   | Germany                                                 | German                                      | Pending |
| Dark Hearts                   |                  |                    | Political action drama | February 3, 2023   | 6 episodes             | French                                                  | France, Belgium, Switzerland and Luxembourg | Pending |

### Comedy
| Title                                      | Genre                  | Premiere           | Seasons                | Prime Video exclusive region  | Language | Status     |
| ------------------------------------------ | ---------------------- | ------------------ | ---------------------- | ----------------------------- | -------- | ---------- |
| Baby Steps                                 | Sports drama           | July 22, 2016      | 1 season, 10 episodes  | Japan                         | Japanese | Ended      |
| Gaki Rock: Sakusa roku-ku ninjo monogatari | Comedy drama           | April 14, 2017     | 1 season, 12 episodes  | Japan                         | Japanese | Ended      |
| Konta Teru's Legal Recipes                 | Cooking comedy         | March 6, 2018      | 1 season, 10 episodes  | Japan                         | Japanese | Ended      |
| Made in Italy                              | Comedy drama           | September 23, 2019 | 1 season, 8 episodes   | Italy                         | Italian  | Ended      |
| Scatola Nera                               | Crime comedy           | November 25, 2019  | 2 seasons, 16 episodes | Italy                         | Italian  | Ended      |
| Shonan Junai Gumi                          | Action comedy drama    | February 28, 2020  | 1 season, 8 episodes   | Japan                         | Japanese | Ended      |
| Der Beischläfer                            | Comedy                 | May 29, 2020       | 2 seasons, 14 episodes | Germany                       | German   | Ended      |
| Relatos con-fin-a-dos                      | Comedy drama anthology | July 3, 2020       | 5 episodes             | Spain                         | Spanish  | Miniseries |
| Binge Reloaded                             | Comedy                 | December 4, 2020   | 2 seasons, 16 episodes | Germany                       | German   | Pending    |
| Todo por Lucy                              | Sitcom                 | November 30, 2021  | 2 seasons, 20 episodes | United States & Latin America | Spanish  | Pending    |
| Die Discounter                             | Comedy                 | December 17, 2021  | 2 seasons, 20 episodes | Germany                       | German   | Pending    |
| Sex Zimmer, Küche, Bad                     | Comedy                 | December 23, 2021  | 1 season, 8 episodes   | Germany                       | German   | Ended      |
| Ten Percent                                | Comedy drama           | April 28, 2022     | 1 season, 8 episodes   | United Kingdom                | English  | Pending    |
| Me Contro Te – La Famiglia Reale           | Family comedy          | September 29, 2022 | 1 season, 8 episodes   | Italy                         | Italian  | Pending    |
| Sono Lillo                                 | Comedy                 | October 31, 2022   | 1 season, 8 episodes   | Italy                         | Italian  | Pending    |
| Friedliche Weihnachten                     | Comedy                 | December 8, 2022   | 1 season, 6 episodes   | Germany                       | German   | Miniseries |

### Unscripted

#### Docuseries
| Title                        | Genre              | Premiere          | Seasons               | Prime Video exclusive region | Language | Status |
| ---------------------------- | ------------------ | ----------------- | --------------------- | ---------------------------- | -------- | ------ |
| Prime Japan                  | Docuseries         | May 15, 2016      | 1 season, 12 episodes | Japan                        | Japanese | Ended  |
| Ishi-chan no Sake Tabi       | Cooking docuseries | February 3, 2017  | 1 season, 20 episodes | Japan                        | Japanese | Ended  |
| Huesca, más allá de un sueño | Sports docuseries  | October 1, 2019   | 1 season, 8 episodes  | Spain                        | Spanish  | Ended  |
| Una Vida, Una Cena           | Culinary art       | December 17, 2019 | 1 season, 6 episodes  | Spain                        | Spanish  | Ended  |
| Soccer Players Living Abroad | Sports docuseries  | June 5, 2020      | 1 season, 4 episodes  | Spain                        | Spanish  | Ended  |
| True Story                   | Comedy docudrama   | June 26, 2020     | 1 season, 6 episodes  | France                       | French   | Ended  |

#### Reality
| Title                                | Genre               | Premiere           | Seasons                | Prime Video exclusive region | Language  | Status  |
| ------------------------------------ | ------------------- | ------------------ | ---------------------- | ---------------------------- | --------- | ------- |
| Harumi's Kitchen                     | Cooking show        | November 4, 2016   | 1 season, 12 episodes  | Japan                        | Japanese  | Ended   |
| Hitoshi Matsumoto Presents Freeze    | Game show           | September 19, 2018 | 2 seasons, 10 episodes | Japan                        | Japanese  | Ended   |
| Hear Me. Love Me.                    | Dating game show    | September 28, 2018 | 1 season, 10 episodes  | India                        | Hindi     | Ended   |
| Love Island France                   | Reality competition | March 2, 2020      | 1 season, 15 episodes  | France                       | French    | Ended   |
| The Masked Singer Japan              | Music competition   | September 3, 2021  | 2 seasons, 18 episodes | Japan                        | Japanese  | Pending |
| Celebrity Hunted: France – Manhunt   | Reality competition | October 29, 2021   | 2 season, 12 episodes  | France                       | French    | Pending |
| Celebrity Bake Off España            | Baking competition  | December 16, 2021  | 1 season, 10 episodes  | Spain                        | Spanish   | Ended   |
| Bake Off Japan                       | Baking competition  | April 22, 2022     | 1 season, 8 episodes   | Japan                        | Japanese  | Pending |
| The Bridge: Denmark                  | Reality competition | November 4, 2022   | TBA                    | Denmark                      | Danish    | Pending |
| The Bridge: Finland                  | Reality competition | November 4, 2022   | TBA                    | Finland                      | Finnish   | Pending |
| The Bridge: Norway                   | Reality competition | November 4, 2022   | TBA                    | Norway                       | Norwegian | Pending |
| The Bridge: Sweden                   | Reality competition | November 4, 2022   | TBA                    | Sweden                       | Swedish   | Pending |
| Ägd av Danny                         | Prank show          | December 16, 2022  | TBA                    | Sweden                       | Swedish   | Pending |
| Nicklas Pranker                      | Prank show          | December 16, 2022  | TBA                    | Denmark                      | Danish    | Pending |
| Saara Aalto Pränkkää Suomea          | Prank show          | December 16, 2022  | TBA                    | Finland                      | Finnish   | Pending |
| Spice of Life med Stian Blipp        | Prank show          | December 16, 2022  | TBA                    | Norway                       | Norwegian | Pending |
| En Svedig Date                       | Dating show         | December 26, 2022  | TBA                    | Denmark                      | Danish    | Pending |
| Heit                                 | Dating show         | December 26, 2022  | TBA                    | Norway                       | Norwegian | Pending |
| Heta Hjärtan                         | Dating show         | December 26, 2022  | TBA                    | Sweden                       | Swedish   | Pending |
| Lemmenlöylyt Virallinen              | Dating show         | December 26, 2022  | TBA                    | Finland                      | Finnish   | Pending |
| LOL: Skrattar bäst som skrattar sist | Comedy competition  | December 28, 2022  | 1 season, 6 episodes   | Sweden                       | Swedish   | Pending |
| Good Luck Guys: Denmark              | Reality competition | January 20, 2023   | TBA                    | Denmark                      | Danish    | Pending |
| Good Luck Guys: Finland              | Reality competition | January 20, 2023   | TBA                    | Finland                      | Finnish   | Pending |
| Good Luck Guys: Norway               | Reality competition | January 20, 2023   | TBA                    | Norway                       | Norwegian | Pending |
| Good Luck Guys: Sweden               | Reality competition | January 20, 2023   | TBA                    | Sweden                       | Swedish   | Pending |

### Co-productions
| Title                  | Partner/Country                          | Genre                 | Premiere          | Seasons                | Prime Video exclusive region                                       | Language | Status     |
| ---------------------- | ---------------------------------------- | --------------------- | ----------------- | ---------------------- | ------------------------------------------------------------------ | -------- | ---------- |
| El juego de las llaves | Pantaya/United States                    | Comedy drama          | August 16, 2019   | 2 seasons, 18 episodes | Latin America and Spain                                            | Spanish  | Renewed    |
| El pueblo              | Telecinco/Spain                          | Comedy                | May 14, 2019      | 3 seasons, 24 episodes | Spain                                                              | Spanish  | Renewed    |
| Hernán                 | Azteca 7/Mexico                          | Historical drama      | November 21, 2019 | 1 season, 8 episodes   | Latin America and Spain                                            | Spanish  | Renewed    |
| Ana                    | - Comedy Central - Pantaya/United States | Comedy drama          | April 21, 2020    | 2 seasons, 16 episodes | Latin America and Spain                                            | Spanish  | Renewed    |
| The Outlaws            | BBC One/United Kingdom                   | Crime comedy thriller | October 25, 2021  | 2 seasons, 12 episodes | United States, Canada, Australia, New Zealand and Nordic countries | English  | Pending    |
| Stories to Stay Awake  | RTVE/Spain                               | Horror anthology      | November 5, 2021  | 4 episodes             | Spain, Portugal, Italy and Latin America                           | Spanish  | Miniseries |

### Continuations
| Title                        | Genre            | Original network                 | Premiere          | Seasons                | Prime Video exclusive region      | Language | Status |
| ---------------------------- | ---------------- | -------------------------------- | ----------------- | ---------------------- | --------------------------------- | -------- | ------ |
| Der Lack ist ab (season 4–5) | Comedy           | - MyVideo (S1–S2) - sat1.de (S3) | December 19, 2017 | 2 seasons, 20 episodes | Germany                           | German   | Ended  |
| Pastewka (season 8–10)       | Comedy           | Sat.1                            | January 26, 2018  | 3 seasons, 30 episodes | Germany and Austria               | German   | Ended  |
| Vikings (season 6B)          | Historical drama | History                          | December 30, 2020 | 1 season, 10 episodes  | United Kingdom, Ireland and Japan | English  | Ended  |

## Futuras séries originais

### Drama
| Title                                | Genre                             | Premiere | Seasons              |
| ------------------------------------ | --------------------------------- | -------- | -------------------- |
| Gen V                                | Superhero teen drama              | 2023     | TBA                  |
| Wilderness                           | Psychological thriller            | 2023     | TBA                  |
| Anansi Boys                          | Fantasy drama miniseries          | TBA      | 6 episodes           |
| Blade Runner 2099                    | Science fiction miniseries        | TBA      | TBA                  |
| Butch & Sundance                     | Western                           | TBA      | TBA                  |
| Cross                                | Crime thriller                    | TBA      | TBA                  |
| Expats                               | Drama                             | TBA      | TBA                  |
| Fallout                              | Post-apocalyptic drama            | TBA      | TBA                  |
| Fifteen-Love                         | Sports drama                      | TBA      | TBA                  |
| God of War                           | Action-adventure                  | TBA      | TBA                  |
| Just Cause                           | Thriller miniseries               | TBA      | TBA                  |
| The Lost Flowers of Alice Hart       | Drama                             | TBA      | 1 season, 7 episodes |
| Shelter                              | Thriller                          | TBA      | TBA                  |
| Untitled FTX series                  | Drama miniseries                  | TBA      | 8 episodes           |
| Untitled Phoebe Waller-Bridge series | TBA                               | TBA      | TBA                  |
| Untitled The Terminal List prequel   | Conspiracy thriller               | TBA      | TBA                  |
| We Were Liars                        | Teen drama psychological thriller | TBA      | TBA                  |

### Comedy
| Title            | Genre             | Premiere | Seasons              |
| ---------------- | ----------------- | -------- | -------------------- |
| I'm a Virgo      | Dark comedy       | Mid-2023 | 1 season, 7 episodes |
| Deadloch         | Comedy            | 2023     | 1 season, 8 episodes |
| Mr. & Mrs. Smith | Spy comedy        | 2023     | TBA                  |
| The Sticky       | Heist comedy      | 2024     | TBA                  |
| All Stars        | Comedy            | TBA      | 2 seasons            |
| My Lady Jane     | Historical comedy | TBA      | TBA                  |

### Animation

#### Kids & family
| Title                  | Genre     | Premiere | Seasons                |
| ---------------------- | --------- | -------- | ---------------------- |
| Batman: Caped Crusader | Superhero | TBA      | 2 seasons, 20 episodes |

#### Adult animation
| Title                    | Genre                        | Premiere | Seasons              |
| ------------------------ | ---------------------------- | -------- | -------------------- |
| Sausage Party: Foodtopia | Comedy                       | 2024     | 1 season, 8 episodes |
| #1 Happy Family USA      | Comedy                       | TBA      | TBA Renewed          |
| The Hospital             | Science fiction black comedy | TBA      | TBA Renewed          |
| Mighty Nein              | Fantasy adventure            | TBA      | TBA                  |
| Wytches                  | Supernatural horror          | TBA      | TBA                  |

### Non-English language scripted

#### French
| Title          | Genre       | Premiere | Seasons |
| -------------- | ----------- | -------- | ------- |
| Alphonse       | Comedy      | 2023     | TBA     |
| Ourika         | Urban drama | 2023     | TBA     |
| Killer Coaster | Crime drama | TBA      | TBA     |

#### German
| Title                                             | Genre                      | Premiere  | Seasons              |
| ------------------------------------------------- | -------------------------- | --------- | -------------------- |
| The Gryphon                                       | Fantasy drama              | May 2023  | 1 season, 6 episodes |
| The Therapy                                       | Mystery thriller           | Late 2023 | 1 season, 6 episodes |
| Save Me                                           | Drama                      | 2023      | 1 season, 6 episodes |
| Mandy and the forces of evil                      | HorrorComedyAction         | Late 2023 | 1 season, 8 episodes |
| Untitled Anke Engelke and Bastian Pastewka series | TBA                        | 2024      | TBA                  |
| Followers                                         | Horror Comedy Supernatural | 2024      | 1 season, 8 episodes |

#### Japanese
| Title                      | Genre                  | Premiere | Seasons |
| -------------------------- | ---------------------- | -------- | ------- |
| My Lovely Yokai Girlfriend | Horror romantic comedy | 2023     | TBA     |

#### Spanish
| Title                | Genre               | Premiere | Seasons              |
| -------------------- | ------------------- | -------- | -------------------- |
| Put@s Redes Sociales | Comedy              | 2023     | TBA                  |
| Los Farad            | Crime thriller      | TBA      | TBA                  |
| Memento Mori         | Thriller            | TBA      | 1 season, 6 episodes |
| Reina Roja           | Drama               | TBA      | TBA                  |
| Romancero            | Supernatural horror | TBA      | 1 season, 6 episodes |

#### Other
| Title                    | Genre            | Premiere | Seasons              | Language |
| ------------------------ | ---------------- | -------- | -------------------- | -------- |
| Everybody Loves Diamonds | Heist drama      | 2023     | TBA                  | Italian  |
| Dahaad                   | Crime procedural | TBA      | 1 season, 8 episodes | Hindi    |

### Unscripted

#### Docuseries
| Title                                               | Genre                 | Premiere | Seasons              | Language |
| --------------------------------------------------- | --------------------- | -------- | -------------------- | -------- |
| Untitled Overtime Elite docuseries                  | Sports docuseries     | Mid-2023 | TBA                  | English  |
| Fake Sheikh                                         | True crime docuseries | 2023     | 3 episodes           | English  |
| The Greatest Show Never Made                        | True crime docuseries | 2023     | 2 episodes           | English  |
| The Ride                                            | Sports docuseries     | 2023     | 8 episodes           | English  |
| All or Nothing: German National Team                | Sports docuseries     | TBA      | TBA                  | German   |
| Gefesselt                                           | True crime docuseries | TBA      | 1 season, 6 episodes | German   |
| Hunted                                              | Docuseries            | TBA      | 1 season, 4 episodes | German   |
| Rihanna: Volume 1                                   | Music docuseries      | TBA      | TBA                  | English  |
| Three Mothers                                       | True crime docuseries | TBA      | 3 episodes           | English  |
| Untitled American Basketball Association docuseries | Sports docuseries     | TBA      | TBA                  | English  |
| Untitled Newcastle United F.C. docuseries           | Sports docuseries     | TBA      | TBA                  | English  |
| Untitled Paris Saint-Germain F.C. docuseries        | Sports docuseries     | TBA      | 1 season, 4 episodes | French   |

#### Reality
| Title                                                         | Genre               | Premiere | Seasons              | Language |
| ------------------------------------------------------------- | ------------------- | -------- | -------------------- | -------- |
| Twin Love                                                     | Dating show         | Mid-2023 | TBA                  | English  |
| Takeshi's Castle                                              | Game show           | 2023     | TBA                  | Japanese |
| LOL: Last One Laughing Ireland                                | Comedy competition  | 2024     | 1 season, 6 episodes | English  |
| LOL: Last One Laughing South Africa                           | Comedy competition  | 2024     | 1 season, 6 episodes | English  |
| Dutch-language adaptation of Killer Camp                      | Reality competition | TBA      | 1 season, 6 episodes | Dutch    |
| LOL: Last One Laughing Naija                                  | Comedy competition  | TBA      | TBA                  | English  |
| The Missing One                                               | Reality competition | TBA      | TBA                  | French   |
| Untitled Priyanka Chopra/Nick Jonas unscripted sangeet series | Reality             | TBA      | TBA                  | English  |

#### Variety
| Title             | Genre                  | Premiere | Seasons              | Language |
| ----------------- | ---------------------- | -------- | -------------------- | -------- |
| HILLarious        | Sketch comedy          | TBA      | 1 season, 8 episodes | German   |
| Prova Prova Sa Sa | Improvisational comedy | TBA      | TBA                  | Italian  |

### Co-productions
| Title                | Partner            | Genre           | Premiere | Seasons | Language |
| -------------------- | ------------------ | --------------- | -------- | ------- | -------- |
| Silk: Spider Society | MGM+/United States | Superhero drama | TBA      | TBA     | English  |

### Continuations
| Title                          | Genre                 | Prev. network(s) | Premiere | Seasons |
| ------------------------------ | --------------------- | ---------------- | -------- | ------- |
| Gary and His Demons (season 2) | Adult animated sitcom | VRV              | TBA      | TBA     |

### In development
| Title                                      | Genre                                     |
| ------------------------------------------ | ----------------------------------------- |
| Am I There Yet?                            | Comedy                                    |
| Assume Nothing                             | Drama miniseries                          |
| The Atlas Six                              | Fantasy                                   |
| Backwards in Heels                         | Period drama                              |
| The Better Liar                            | Drama                                     |
| Boys Come First                            | Drama                                     |
| Butterfly                                  | Spy thriller                              |
| Clans of the Alphane Moon                  | Science fiction comedy                    |
| Confident Women                            | Drama anthology                           |
| Criminal                                   | Crime drama                               |
| Dating the Lopez Ladies                    | Adult animated comedy                     |
| The Day of the Triffids                    | Post-apocalyptic science fiction          |
| The Deep                                   | Thriller                                  |
| Eight Billion Genies                       | Fantasy                                   |
| Exciting Times                             | Romance                                   |
| Felix Ever After                           | Drama                                     |
| From Now                                   | Science fiction                           |
| Glowing Up                                 | Adult animated musical                    |
| The Greatest                               | Biographical drama miniseries             |
| Helltown                                   | Crime thriller                            |
| Hope                                       | Family drama                              |
| Infinite Thread                            | True crime science fiction                |
| The Janky & Guggimon Show                  | Live action animation                     |
| Koreatown                                  | Crime drama                               |
| Lifted                                     | Teen comedy drama                         |
| Lodi                                       | Crime drama                               |
| Lois & Varga                               | Romantic drama miniseries                 |
| Mass Effect                                | Military science fiction                  |
| Miraculous                                 | Supernatural comedy                       |
| Mouthful of Birds                          | Horror drama                              |
| Neon Machine                               | Comedy                                    |
| Oona Out of Order                          | Science fiction romance                   |
| Once Upon a Time in Aztlan                 | Drama                                     |
| Overcompensating                           | Comedy                                    |
| The Promised Neverland                     | Dark fantasy mystery thriller             |
| Seven Wonders                              | Action-adventure                          |
| Sharps                                     | Comedy                                    |
| She-Ra                                     | Fantasy                                   |
| Shoot the Moon                             | Comedy drama                              |
| Sidelined                                  | Comedy                                    |
| Sign Here                                  | Dark comedy                               |
| Syd                                        | Drama                                     |
| This Must Be the Place                     | Drama                                     |
| Tomb Raider                                | Action-adventure                          |
| Unknown                                    | Psychological thriller horror anthology   |
| Untitled Atlee Pine series                 | Mystery thriller                          |
| Untitled Boeing 737 MAX series             | Drama miniseries                          |
| Untitled Bruce's Beach series              | Drama                                     |
| Untitled Creed series                      | Sports drama                              |
| Untitled Joe Barton and Michael Bay series | Action drama                              |
| Untitled Lady Jaye series                  | Action                                    |
| Untitled LOL comedy horror spinoff         | French-language comedy horror competition |
| Untitled Kay Scarpetta series              | Crime drama                               |
| Untitled Nic Pizzolatto series             | Western drama                             |
| Untitled ROTC series                       | Military drama                            |
| Untitled Spider-Man Noir series            | Superhero noir                            |
| Vanderbilt                                 | Historical drama                          |
| Verona                                     | Drama                                     |
| The Villainess                             | Drama                                     |
| Warhammer 40,000                           | Science fantasy                           |
| Who Killed Tulum?                          | Drama                                     |
| The Wives                                  | Thriller                                  |
| Women of the Year                          | Anthology                                 |
| Youth                                      | Coming-of-age science fiction drama       |